# Junta de Villalba de Losa
Junta de Villalba de Losa är en kommun i Spanien.   Den ligger i provinsen Provincia de Burgos och regionen Kastilien och Leon, i den norra delen av landet, 290 km norr om huvudstaden Madrid. Antalet invånare är 104. Arean är 86 kvadratkilometer. Junta de Villalba de Losa gränsar till Berberana, Gaubea / Valdegovía, Valle de Losa, Aiara / Ayala, Urduña / Orduña och Amurrio. 
Terrängen i Junta de Villalba de Losa är huvudsakligen kuperad, men norrut är den bergig.